# Зось-Кіор Микола Валерійович
Зось-Кіор Микола Валерійович (нар. 12 жовтня 1976, м. Новоазовськ, Донецька область) — український вчений, економіст, науковий ступінь — доктор економічних наук, вчене звання — професор. У березні 2016 р. захистив докторську дисертацію зі спеціальності 08.00.03 «Економіка управління національним господарством».
Область наукових зацікавлень: управління земельними ресурсами, сучасні та класичні теорії менеджменту, управління розвитком підприємств.

## З біографії
- 1994 р. — 1999 р. Луганський державний аграрний університет. Спеціальність «Менеджмент організацій». Отримано диплом про повну вищу освіту. Здобуто кваліфікацію — економіст-менеджер
- 1999 р. — 2002 р. Луганський державний аграрний університет. Аспірантура. Здобуто науковий ступінь — кандидат економічних наук (2003 р.).
- 1999 р. ПАТ "Племзавод «Розівський» Новоазовського району Донецької області. Економіст
- 2002 р. — 2003 р. Луганський національний аграрний університет. Ассистент кафедри економіки та підприємництва.
- Тема кандидатської дисертації: «Економічні аспекти підвищення ефективності виробництва м'яса великої рогатої худоби в нових умовах господарювання», ЛНАУ, 2003 р.
- 2003 р. — 2007 р. Луганський національний аграрний університет. Доцент кафедри економіки та підприємництва.

Учений секретар збірника наукових праць. Науковий консультант обдарованої молоді економічного факультету.
- 2007 р. — 2013 р. Луганський національний аграрний університет. Завідувач кафедри менеджменту і права.

Член редакійної ради збірнику наукових праць. Науковий консультант обдарованої молоді економічного факультету.
- 2013 р. — 2014 р. Луганський національний аграрний університет. Доцент кафедри менеджменту і права.
- 1.10.2014 — 2019 р. — Полтавський національний технічний університет імені Юрія Кондратюка. Доцент кафедри менеджменту і адміністрування.
- З 2019 року — Полтавський державний аграрний університет, Кафедра: Менеджменту ім. І. А. Маркіної, професор кафедри[1][2].

## Основні наукові праці
Станом на 2024 р. всього наукових і навчальних праць 368 — з них 34 — монографій, 14 посібників та підручників, 25 статей індексованих в Scopus і Web of Science.
Монографії:
- Зось-Кіор М. В. Кочетков О. В., Бондаренко В. І., Кальченко М. М. та ін. Забезпечення конкурентоспроможності аграрних підприємств заходами менеджменту/ Монографія. За загальною редакцією М. В. Зось-Кіора, О. В. Кочеткова. — Луганськ: Елтон-2, 2009. — 140с.
- Зось-Кіор М. В. Кальченко М. М., Топоровська Л. В., Ратніков В. Ю., Дорошенко Б. М., Цивін О. Ю., Брюховецький А. М., Волошинова Н. О.  Формування організаційно-економічного механізму управління діяльністю підприємств в умовах глобалізації/ Монографія. За загальною редакцією М. В. Зось-Кіора. — Луганськ: Елтон-2, 2011. — 248 с.
- Зось-Кіор М. В. Соколова Н. С.  Управління якістю і конкурентоспроможністю продукції аграрних підприємств в умовах глобалізації економіки/ Монографія. — Луганськ: ЛНАУ, Елтон-2,2012.-244 с.

Навчальні посібники та підручники:
- Гончаров В. М., Зось-Кіор М. В. Ільїн В. Ю. Корпоративне управління Навчальний посібник. — Луганськ: Елтон-2, 2011. — 645 с.
- В. В. Кобзєв, В. М. Гончаров, В. О. Левенцов, В. О. Артеменко, О. М. Германенко, М. В. Зось-Кіор, І. Д. Збруцький, Н. О. Волошинова Логістичний менеджмент Навчальний посібник / В. В. Кобзєв, В. М. Гончаров, В. О. Левенцов, В. О. Артеменко, О. М. Германенко, М. В. Зось-Кіор, І. Д. Збруцький, Н. О. Волошинова. — Луганськ: Вид-во «Ноулідж», 2014. — 416 с.
- Мельник Л. Г., Карінцева О. І., Кубатко О. В., Зось-Кіор М. В. та ін. Економіка і бізнес: підручник / за ред. д.е.н., проф. Л. Г. Мельника, д.е.н., проф. О. І. Карінцевої. Суми: Університетська книга, 2021. С. 31-46.

Окремі статті індексовані в Scopus і Web of Science
- Mazur N., Khrystenko L., Pásztorová J., Zos-Kior M., Hnatenko I., Puzyrova P., Rubezhanska V. Improvement of Controlling in the Financial Management of Enterprises. TEM Journal. 2021. Vol. 10, Issue 4, P. 1605-1609 https://www.temjournal.com/content/104/TEMJournalNovember2021_1605_1609.pdf DOI: 10.18421/TEM104-15 (Scopus, Web of Science)
- Prokopenko O., Martyn O., Bilyk O., Vivcharuk O., Zos-Kior M., Hnatenko I. Models of State Clusterisation Management, Marketing and Labour Market Management in Conditions of Globalization, Risk of Bankruptcy and Services Market Development. IJCSNS International Journal of Computer Science and Network Security. 2021. Vol. 21 No. 12 pp. 228-234. (Web of Science).
- Ovcharenko I., Khodakivska O., Sukhomlyn L., Shevchenko O., Lemeshenko I., Martynov A., Zos-Kior M., Hnatenko I., Michkivskyy S., Bilyavska L. Spatial organization management: modeling the functioning of eco-clusters in the context of globalization. Journal of Hygienic Engineering and Design. 2022. Vol. 40, pp. 351–356. URL: https://keypublishing.org/jhed/jhed-volumes/jhed-volume-40-fpp-32-ievgen-ovcharenko-olga-khodakivska-larysa-sukhomlyn-olena-shevchenko-iryna-lemeshenko-andrii-martynov-mykola-zos-kior-iryna-hnatenko-sergiy-michkivskyy-liudmyla/
- Purdenko O., Artyushok K., Riazanova N., Babaiev I., Kononenko A., Lepeyko T., Zos-Kior M. Financial management of innovative eco-entrepreneurship. Management Theory and Studies for Rural Business and Infrastructure Development. 2023. Vol. 46. No. 2. P. 152-165. URL: https://doi.org/10.15544/mts.2023.16

## Ідентифікатори науковця
- Google Академія (Микола Зось-Кіор)
- ORCID ID (0000-0001-8330-2909)
- Scopus (Zos-Kior, Mykola)
- ResearcherID (Zos-Kior Mykola)
- Research Gate (Zos-Kior Mykola)